# Дзекання
Дзекання (біл. дзеканьне, dziekańnie, рос. дзеканье) — африкатизація м'яких зубних вибухових приголосних [dʲ] і [tʲ], тобто вимова [дз'] і [ц'] на місці первинних [д'] і [т'] м'яких, що властиве білоруській мові та польській мові, деяким північноросійським говіркам (наприклад: біл. хадзіць, пол. chodzić).